# Ministère des Affaires civiles
Le ministère des Affaires civiles (en chinois : 中华人民共和国民政部) est un ministère de Chine. Il fait partie du Conseil des affaires de l'État de la république populaire de Chine.
Il est fondé en mai 1978.
Le ministère est chargé de l'aide sociale et plus largement de l'organisation sociale de la société chinoise.
Depuis le 28 février 2022, le ministre est Tang Dengjie (en).